# 紅糟

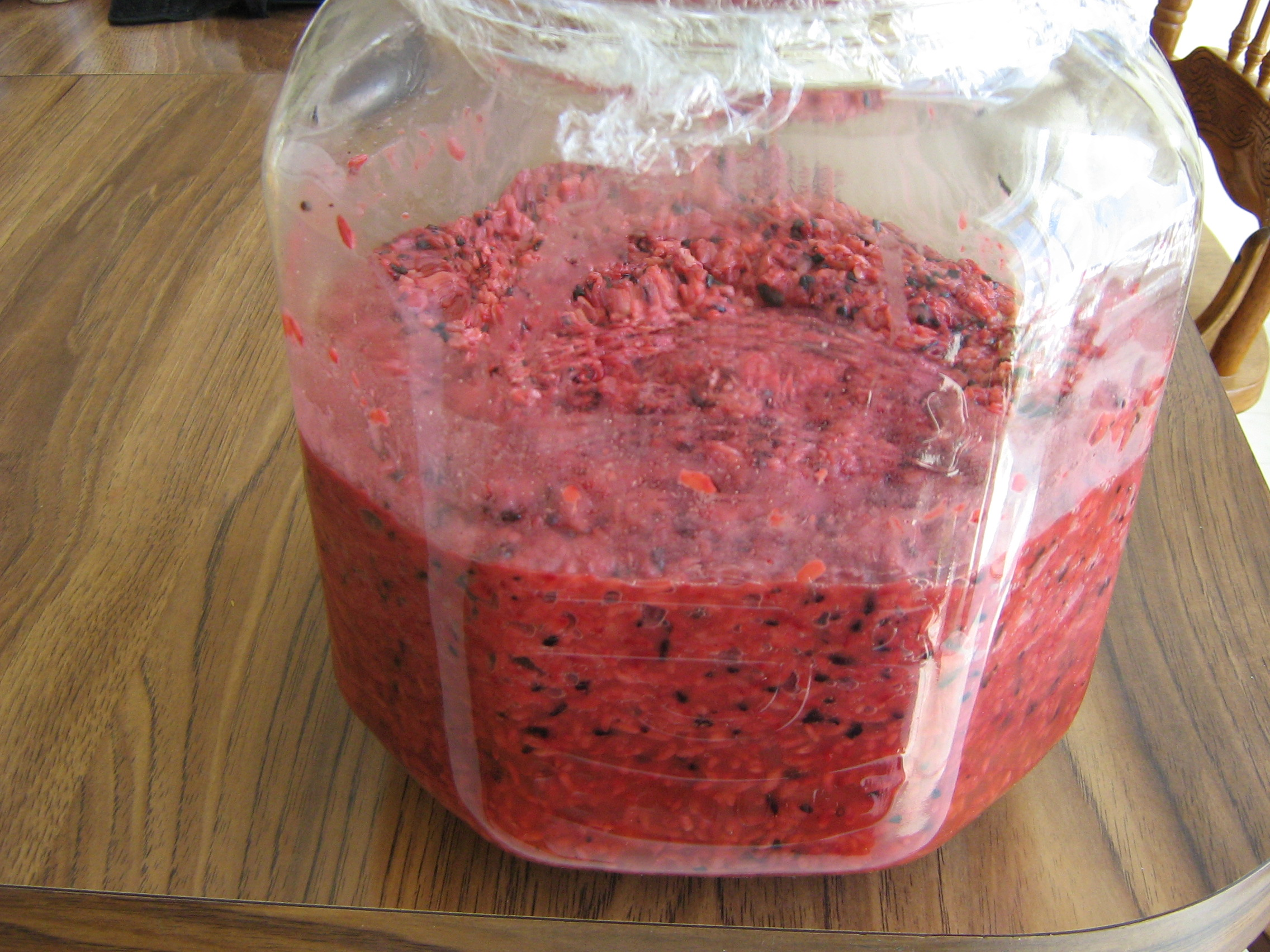
21度室温下发酵5天的红糟

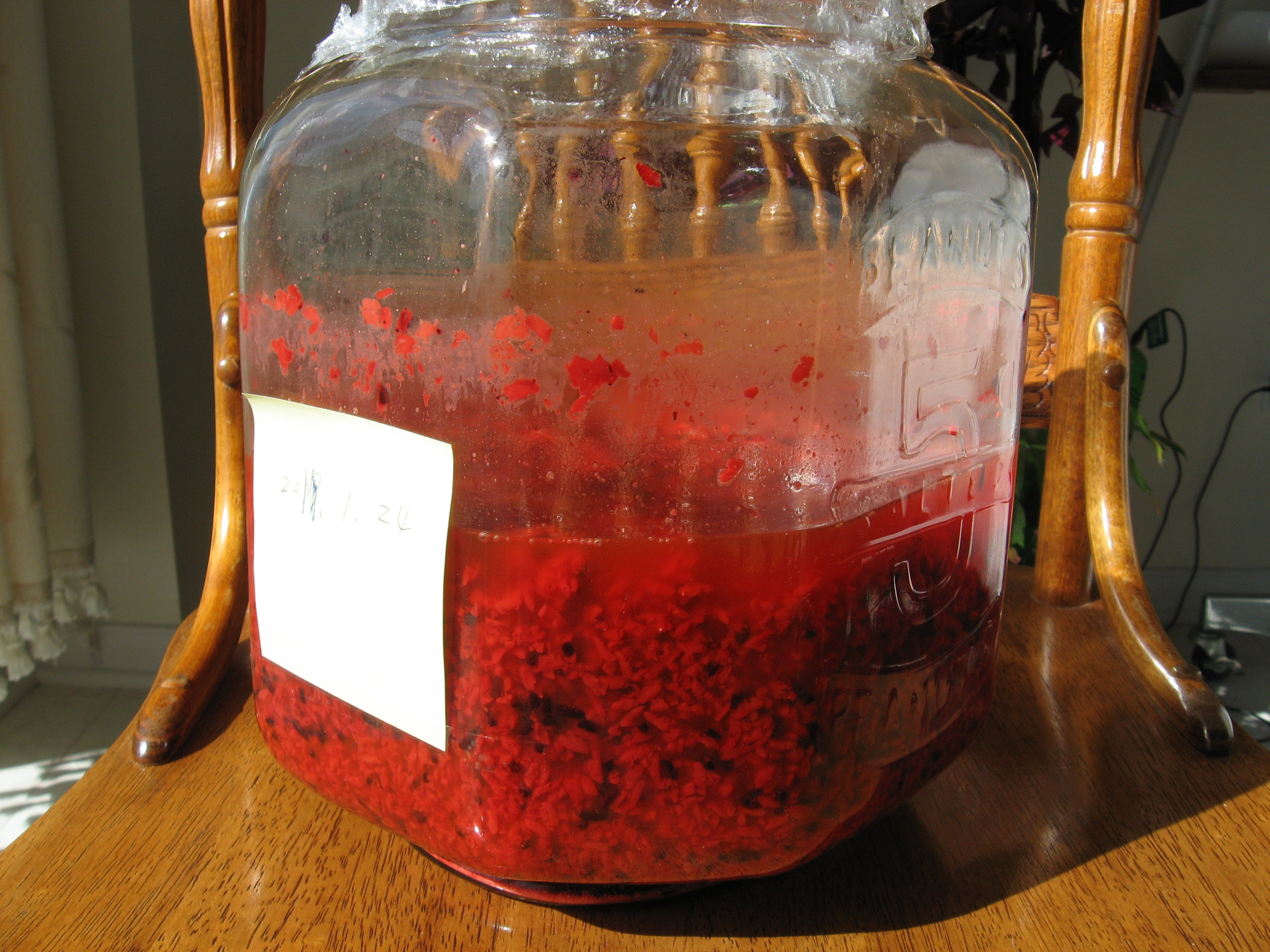
21度室温下发酵两个月还没有分离酒的红糟

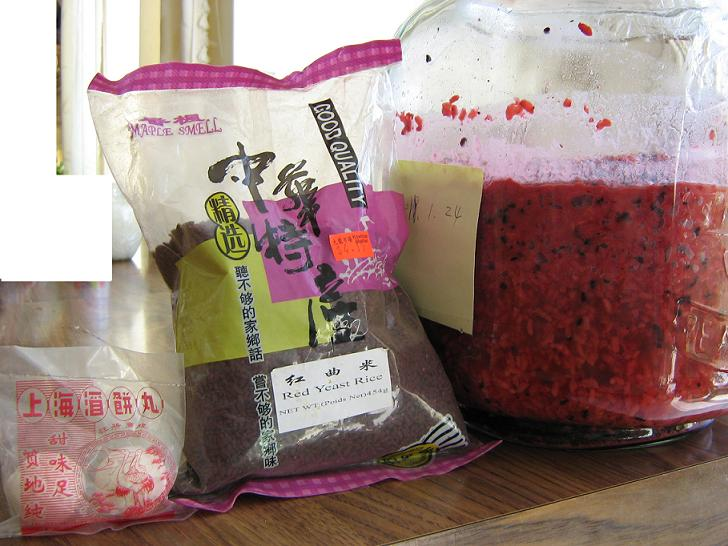
酒饼，红曲米，和21度室温下发酵5天的红糟

紅糟或紅酒糟是一种以红曲米和糯米为主要原料酿制成的紅曲酒过程中， 榨去紅曲酒液经过筛滤后所剩下的酒糟(酒滓)，为中国特产。红曲米虽然具备一定的糖化和发酵能力，却不足以单独产出高浓度的酒，因此自古以来，红曲酒酿制过程中需另加酒曲来增加糖化和发酵能力。 紅糟擁有天然紅色色澤跟獨特的酒香和微酸，是中國南方广东、福建一带的一种调味品。

## 菜式
中菜中闽菜系用紅糟做調味料。 由於紅糟可以防腐避腥及提升香味，在中式料理中有很多菜式都用上了紅麴，其中以糟炒香螺片跟醉糟雞最有名，其他還包括紅麴桂圓茶、紅麴炒飯、麴香豆腐、紅麴燒肉、紅麴麻油雞、炒紅麴肉、紅麴黃魚、紅麴滷肉、紅槽燜雞等。
在馬祖，居民會用釀製老酒產生的紅糟作料理之用，著名有紅糟雞湯、紅糟鰻魚、紅糟肉、紅糟炒飯等。
紅糟菜有多種烹調方法，有熗糟、爆糟、拉糟、醉糟等多種形式。